# Producción narrativa
Las producciones narrativas (PN) o producción narrativa o, simplemente, narrativa o narrativas es una técnica de investigación cualitativa que tiene como objetivo producir y complejizar el campo teórico del tema a estudiar en lugar de hacer una reflexión sobre él. Para ello se dedica a explorar los discursos de informantes privilegiados, y esta exploración no pretende cerrar unas hipótesis concretas, sino que lo que busca es generar hipótesis futuras y nuevas líneas de trabajo.
Las producciones narrativas están basadas en principios metodológicos derivados de la epistemología feminista, lingüística, hermenéutica y los estudios sociales de la ciencia y la tecnología.
La expresión metodología de las producciones narrativas hace referencia al estudio de este método (por ejemplo en términos de autenticidad, credibilidad transferibilidad, consistencia o confirmabilidad) y no al método en sí mismo, como erróneamente se emplea a menudo.

## Historia

### Origen
Las PN tienen su origen en el método de los grupos de discusión y de las entrevistas, partiendo de la crítica a éstos donde las informantes pierden toda su agencia en el discurso producido. Las transcripciones llevadas a cabo eran utilizadas para respaldar o desmentir unos conceptos previos. La estructuración de sentido resultante de este tipo de estudios es la de la persona investigadora, que no necesariamente es la de las informantes. Estos métodos tienen como resultado dividir rígidamente entre material empírico y material teórico; y no permiten la existencia de un espacio para la reformulación de los conceptos teóricos o para la introducción de nuevas teorías a partir de la experiencia cotidiana de las propias informantes.

### Aportación de la perspectiva epistemológica delconocimiento situado
En esa tensión político-epistemológica abogamos por políticas y epistemologías locales, posicionadas y situadas, donde la parcialidad es la condición de enunciación para hacer afirmaciones racionales. Estas afirmaciones son hechas "desde la vida de las personas" en lugar de afirmaciones "desde arriba, desde ningún lugar, desde la simplicidad". Así, con el propósito de los conocimientos situados buscamos generar un abordaje que permita simultáneamente dar cuenta de la contingencia histórica de todo conocimiento y de todo sujeto de conocimiento, generar una práctica crítica para reconocer nuestras propias "tecnologías semióticas" para la producción de significado y
establecer un compromiso fundamentado con testimonios fidedignos del mundo "real"
El lugar desde donde se produce el conocimiento –desde donde se mira– juega un papel crucial en la manera en que éste es articulado. El propósito de las PN es generar un nuevo entendimiento de la objetividad partiendo de la existencia de una multiplicidad de tipos de conocimiento y reconociendo explícitamente que el trabajo de producción de conocimiento es situado, político y parcial y, generando a través de ese reconocimiento racional unas garantías de validez y legitimidad.

### Sexto y séptimo momento de la investigación cualitativa
Denzin y Lincoln (2003) llaman sextos y séptimos momentos de la investigación cualitativa. Expandiendo las fronteras de la investigación para incluir en el formato autoetnografía, representaciones poéticas y multimedia. Y para incluir en el discurso cuestiones ético-morales para entender las ciencias sociales como espacios de conversación crítica.

## Procedimiento
1. Se parte de un fenómeno a estudiar, el investigador toma el material teórico existente y extrae las temáticas relacionadas, las cuales definen el primer boceto de temas a tratar. No puede existir una batería de preguntas que fije el contenido, no se puede dirigir la conversación.
2. El investigador se interesa por encontrar a personas que experiencian el fenómeno a estudiar, independientemente de la accesibilidad a priori de éstas o de variables que pueden influir como el nivel adquisitivo, disponibilidad territorial u otras. El informante será considerado experto y notificado de la propuesta de investigación, así como del procedimiento completo.
3. La narrativa nace de una ignorancia consciente por parte del investigador quien, lejos de suponer que conoce el sentido que las personas dan a sus actos, se compromete a preguntar directamente a los interesados, de tal forma que puedan expresarse en sus propios términos y con la suficiente profundidad para recoger la riqueza de significados, los cuales pueden ser los mismos o no que los del investigador.
4. El investigador debe tratar de establecer una relación personal con sus interlocutores, avanzando lentamente al inicio, formulando inicialmente preguntas que le permitan saber qué es importante para el informante antes de enfocar claramente el objeto de investigación, el cual surgirá de forma compartida.
5. El investigador debe llevar a cabo un acercamiento gradual a la estructuración de sentido del informante sobre la realidad social sobre la que se está hablando. Es esta estructuración de sentido que poco a poco se va construyendo en la conversación la que deviene un marco de referencia flexible sin rigidez premeditada.
6. El investigador, en el decurso de la narrativa, se irá interesando más por significados que por hechos, más por sentimientos que por conocimientos, más por interpretaciones que por descripciones. El informante será, entonces, un sujeto apasionado, partidista y posicionado que habla desde una posición determinada.
7. El investigador devuelve el texto de la entrevista transcrito a los informantes las veces que fueran necesarias para llevar a cabo sucesivos cambios hasta que el informante se vea en ello plenamente reflejado.
8. La narrativa textualizada se considera una creación intelectual conjunta.

La realidad social sobre la que la narrativa opera no es una realidad de primer orden (un conjunto de propiedades atribuibles en un proceso de interacción social inminente), sino una realidad de segundo orden (discursos que reflejan universos intersubjetivos, en los que el sentido y la significación de las cosas es producto de una comunicación dirigida). Es decir, que la narrativa en sí misma no es la realidad social estudiada pero sí la representa mediante la discursivización de imaginarios sociales o universos simbólicos que aportan orden a la experiencia subjetiva de las personas en una sociedad. Los imaginarios sociales son emergentes y constituyen los marcos de referencia que limitan las formas de pensar individuales, poniendo en relación la sociedad en general con las actuaciones individuales.
Las narrativas, entonces, tienen su lógica en el estudio de los discursos, teniendo en cuenta que éstos se presentan como formas de enunciación por combinaciones de signos, gracias a los cuales los actantes sociales pueden utilizar el código lingüístico para interaccionar con otros actantes sociales.
Para captar estos discursos, imágenes y construcciones simbólicas, las narrativas se presentan como un dispositivo de producción de discurso en situación de interacción comunicacional interpersonal. Tal interacción no es solamente una producción de discursos "objetivos", estables y analizables desde una racionalidad matemática. En lo contrario, al inducir a un clima de interacción social y socialización de una experiencia común es capaz de suscitar representaciones simbólicas sensibles y concretas que sobrepasen la dimensión de respuesta psicológica individualizada, adentrándonos en universos simbólicos grupales.
La narrativa implica un proceso de comunicación dentro del cual los actantes (informante e investigadora) pueden influirse mutuamente dando lugar a un relato final sobre la experiencia compartida de un tema en concreto. La narrativa implica un esfuerzo de inmersión por parte de la investigadora delante de la informante que asiste activamente a este ejercicio de reposición vital. La narrativa, en este sentido, es un instrumento de indagación que intenta poner de manifiesto la estructuración del sentido del relato conjunto producido.

## Crítica al concepto de "dar voz"
La idea de "dar voz", presupone que las voces pueden extraerse de quienes carecen de poder. Pero esas "voces" no tienen una existencia anterior ni son un reflejo ni una representación de la realidad. "Estas "voces" son, como las experiencias, productos culturales y construcciones políticas". Por otro lado, el hablar de "voces" puede circunscribir el análisis a un nivel exclusivamente discursivo, dejando de lado los elementos materiales que, junto a los semióticos, intervienen en los procesos de articulación de las subjetividades.
La realidad social sobre la que la narrativa opera no es una realidad de primer orden (un conjunto de propiedades atribuibles en un proceso de interacción social inminente), sino una realidad de segundo orden (discursos que reflejan universos intersubjetivos, en los que el sentido y la significación de las cosas es producto de una comunicación dirigida). Es decir, que la narrativa en sí misma no es la realidad social estudiada pero sí la representa mediante la discursivización de imaginarios sociales o universos simbólicos que aportan orden a la experiencia subjetiva de las personas en una sociedad. Los imaginarios sociales son emergentes y constituyen los marcos de referencia que limitan las formas de pensar individuales, poniendo en relación la sociedad en general con las actuaciones individuales.
Las narrativas, entonces, tienen su lógica en el estudio de los discursos, teniendo en cuenta que éstos se presentan como formas de enunciación por combinaciones de signos, gracias a los cuales los actantes sociales pueden utilizar el código lingüístico para interaccionar con otros actantes sociales. Para captar estos discursos, imágenes y construcciones simbólicas, las narrativas se presentan como un dispositivo de producción de discurso en situación de interacción comunicacional interpersonal. Tal interacción no es solamente una producción de discursos "objetivos", estables y analizables desde una racionalidad matemática. En lo contrario, al inducir a un clima de interacción social y socialización de una experiencia común es capaz de suscitar representaciones simbólicas sensibles y concretas que sobrepasen la dimensión de respuesta psicológica individualizada, adentrándonos en universos simbólicos grupales.
La narrativa implica un proceso de comunicación dentro del cual los actantes (informante e investigadora) pueden influirse mutuamente dando lugar a un relato final sobre la experiencia compartida de un tema en concreto. La narrativa implica un esfuerzo de inmersión por parte de la investigadora delante de la informante que asiste activamente a este ejercicio de reposición vital. La narrativa, en este sentido, es un instrumento de indagación que intenta poner de manifiesto la estructuración del sentido del relato conjunto producido.